# 토미 누넌
토미 누넌(Tommy Noonan, 1921년 4월 29일 ~ 1968년 4월 24일)은 미국의 영화 감독, 각본가, 영화배우, 연극 배우, 영화 프로듀서, 텔레비전 배우이다.

## 방송
- 나의 세 아들
- 페리 메이슨

## 영화
- 걸 모스트 라이크리 (1957년)
- 번들 오브 조이 (1956년)
- 베스트 씽스 인 라이프 알 프리 (1956년)
- 대사의 딸 (1956년)
- 난폭한 토요일 (1955년)
- 스타 탄생 (1954년)
- 신사는 금발을 좋아한다 (1953년)
- 스타리프트 (1951년)
- 모델과 중매장이 (1951년)
- 트랩트 (1949년)
- 아담의 갈빗대 (1949년)
- 비터 더 밴드 (1947년)
- 본 투 킬(영어판) (1947년)
- 크리미널 코트 (1946년)
- 딕 트레이시 (1945년)
- 조지 화이트의 스캔달 (1945년)